# Impressions (album, Mike Oldfield)
Impressions je druhé výběrové album britského multiinstrumentalisty Mika Oldfielda. Vydáno bylo na podzim roku 1980 (viz 1980 v hudbě) těsně před vydáním nového studiového alba QE2.
Toto album bylo zřejmě prodáváno pomocí objednávek ze zásilkového katalogu. Impressions nikdy nevyšlo na CD.

## Skladby

### Disk 1
1. „Tubular Bells Part One (Live)“ (Oldfield) – 28:42
2. „Ommadawn Part One“ (Oldfield) – 19:14

### Disk 2
1. „Platinum Part 1: Airborn“ (Oldfield) – 5:06
2. „Platinum Part 2: Platinum“ (Oldfield) – 6:03
3. „Platinum Part 3: Charleston“ (Oldfield) – 3:17
4. „Punkadiddle“ (Oldfield) – 4:56
5. „I Got Rhythm“ (George Gershwin, úprava Oldfield / Ira Gershwin) – 4:43
6. „Guilty“ (Oldfield) – 4:00
7. „Pipe Tune“ (Oldfield) – 2:31
8. „In Dulci Jubilo“ (Pearsall, úprava Oldfield) – 2:50
9. „Wrekorder Wrondo“ (Susato) – 2:31
10. „Cuckoo Song“ (Praetorius) – 3:15
11. „On Horseback“ (Oldfield/Oldfield, Murray) – 3:25
12. „Portsmouth“ (tradicionál, úprava Oldfield) – 2:04
13. „The Sailor's Hornpipe“ (lidová, úprava Oldfield) – 1:32